# Encephalartos woodii
Encephalartos woodii, también conocida como la cicada de Wood, es una  cicada del género Encephalartos, endémico al área de Natal de Sudáfrica. Es una de las plantas más raras en el mundo, encontrándose extinta en estado silvestre con todos los especímenes siendo clones del tipo.

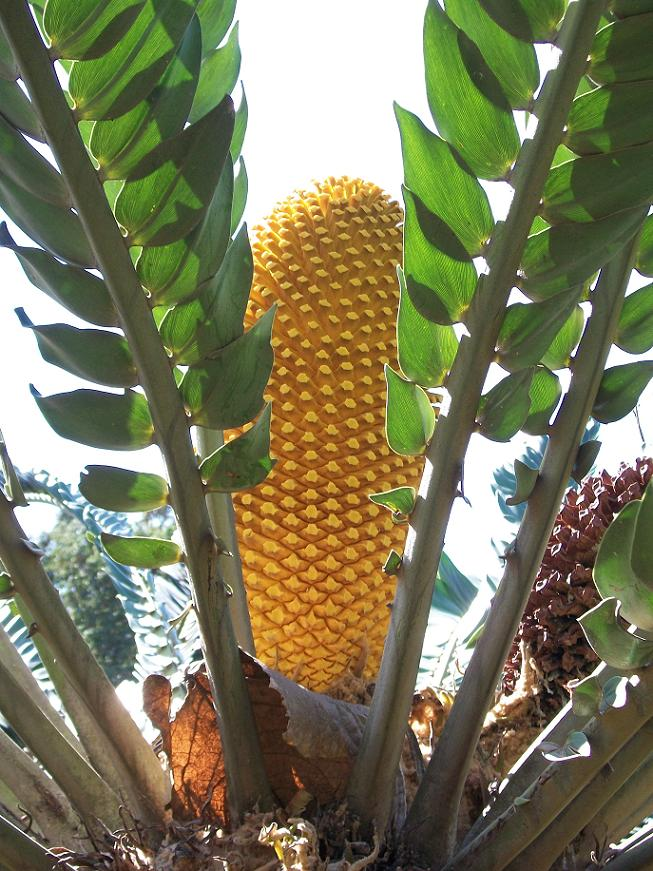
Detalle de la planta.

## Descripción
Se parece a una palmera, y puede alcanzar una altura de 6 m. El tronco mide aproximadamente 50 cm de diámetro, es más ancho en la parte inferior, y está coronado por una copa de 50–150 hojas. Las hojas son brillantes y verde oscuras, de 150–250 cm de longitud, y en quilla con 70–150 folíolos, éstos son falcados (en forma de hoz), de 13–15 cm de largo y 20–30 mm de ancho.
E. woodii es dioica, lo que significa que tiene plantas macho y hembra separadas. Los estróbilos masculinos son cilíndricos, de 20–40 cm de largo, excepcionalmente hasta 120 cm, y 15–25 cm de diámetro; son de un color naranja vivo. Una sola planta puede producir alrededor de seis a ocho simultáneamente. Los conos femeninos son desconocidos, ya que no se ha descubierto ni una sola planta hembra. Encephalartos woodii también se reproduce rápidamente con brotes basales.
Se encontró solamente en un área boscosa y área de origen de biodiversidad en la Región de Natal de Sudáfrica.

## Taxonomía
Encephalartos woodii es el más estrechamente relacionado con E. natalensis. Algunas autoridades consideran E. woodii no una verdadera especie sino más bien un  mutante de E. natalensis o un relicto de algunas otras especies. Todavía otros consideran a esta planta un híbrido natural entre E. natalensis y E. ferox.
Tanto el nombre común  como el específico le hacen honor a John Medley Wood, curador del Jardín Botánico de Durban y director del Herbario del Gobierno de Natal de Sudáfrica, quien descubrió el espécimen en 1907. Fue por primera vez descrito por Wood como una variedad de E. altensteinii (como E. altensteinii var. bispinna), y elevado al rango de especie en 1908 por el horticulturalista inglés Henry Sander.

## Estado de conservación

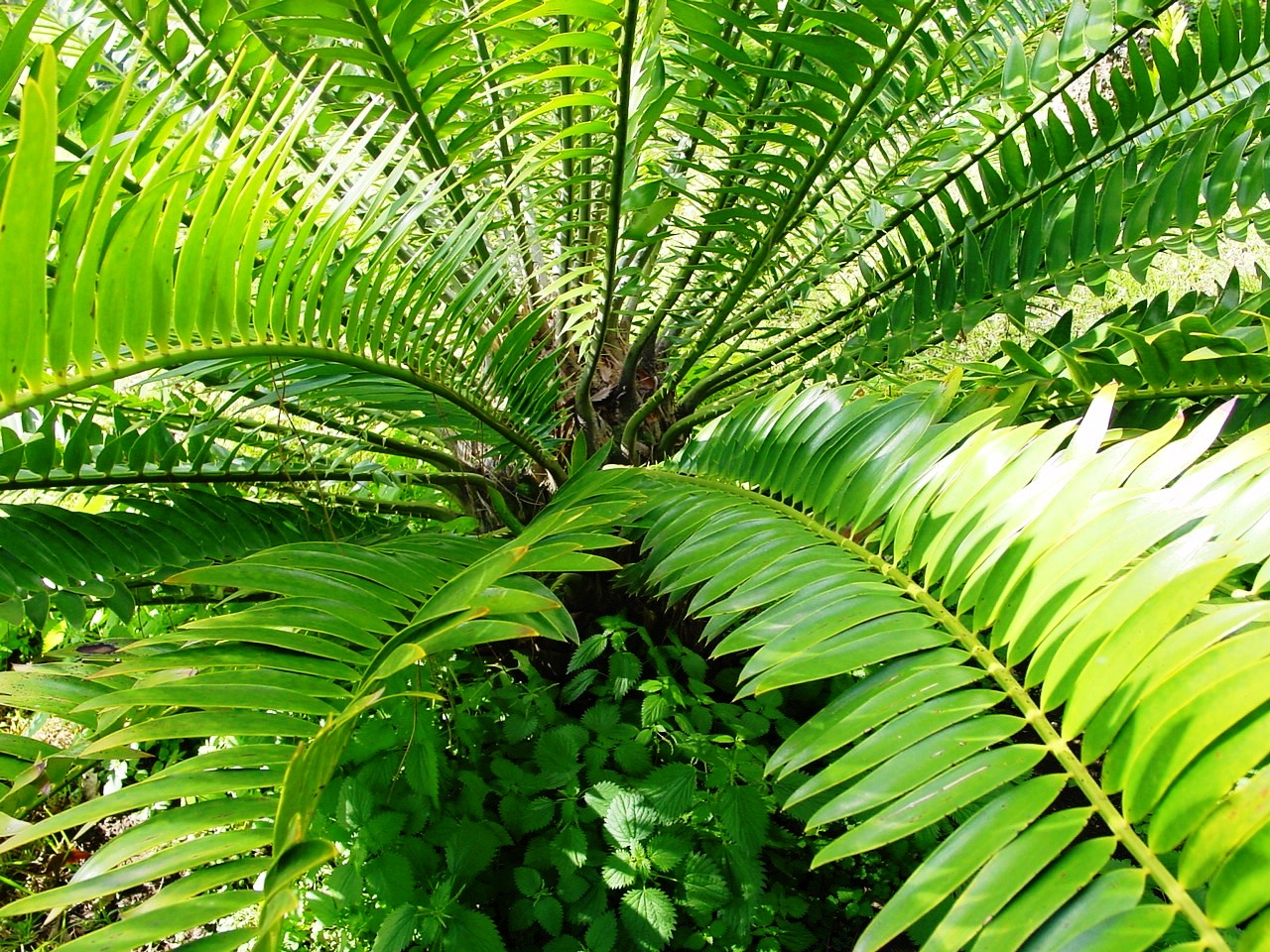
Un híbrido entre E. woodii x E. natelensis.

Las únicas plantas conocidas en la naturaleza de E. woodii fueron un racimo de cuatro tallos de una planta descubierta por Wood en 1895 en una pequeña área del bosque ngoya, en lo que ahora es Sudáfrica. Los brotes más pequeños fueron cortados en 1903, otra expedición recogió los dos tallos más pequeños y los colocó en jardines botánicos. De los dos tallos restantes, el más grande murió durante el período de 1907-12. El último tallo fue retirado de la naturaleza en 1916 y enviado a Pretoria, donde subsecuentemente murió en 1964.
Todos los especímenes conocidos de Encephalartos woodii son clones de esa única planta conocida. A pesar de varias inspecciones, ninguna otra planta ha sido localizada en la naturaleza. Por esas razones, la planta está considerada especie extinta en estado silvestre. Como es el caso con todos los miembros del género Encephalartos, E. woodii, incluyendo tanto plantas maduras y  semillas, figura en la lista del Apéndice I de la CITES.
Como una consecuencia de que todas las plantas conocidas son machos, se puede decir que "Encephalartos woodii no se ha reproducido a través de la unión de gametos en aproximadamente cien años" su única forma de propagación para el ser humano ha sido de forma vegetativa. A menos que se encuentre una planta hembra, E. woodii nunca se reproducirá naturalmente. Sin embargo, puede darse la reproducción para dar lugar a híbridos fértiles con E. natalensis. Si cada descendencia se cruza subsecuentemente con E. woodii, después de varias generaciones, la descendencia femenina será cercana a aquella a lo que Encephalartos woodii hembra parecería.